# Karoline Bär
Karoline Bär (* 27. Oktober 1984 in Konstanz) ist eine deutsche Schauspielerin.

## Leben
Karoline Bär absolvierte von 2006 bis 2010 das Max Reinhardt Seminar in Wien und wurde dort neben anderen von Klaus Maria Brandauer, Roland Koch, Michaela Rosen und István Szabó unterrichtet. Erste Bühnenerfahrungen machte sie unter anderem im Wiener Kulturzentrum Brick 5 und im WUK. Nach ihrer Ausbildung begann sie 2010 ihre künstlerische Laufbahn mit einem Gastvertrag am Wiener Burgtheater. Im selben Jahr wechselte sie nach Bamberg an das dortige E.T.A.-Hoffmann-Theater, wo sie bis 2012 verpflichtet war. Seit der Spielzeit 2014/15 gehört sie dem Ensemble des Deutschen Schauspielhauses in Hamburg an.
Bekannte Stücke, in denen Bär bis heute mitgewirkt hat, waren neben anderen Dantons Tod von Georg Büchner, Hamletmaschine von Heiner Müller, Peter Shaffers Drama Amadeus, Die Neger von Jean Genet oder Friedrich Dürrenmatts Physiker.
Daneben arbeitet Karoline Bär auch für Film und Fernsehen und als Hörspielsprecherin. Sie lebt in Köln.

## Filmografie
- 2015: Hans im Glück
- 2015: Großstadtrevier (Fernsehserie, Folge Rabenmutter)
- 2016: Die letzte Reise
- 2016: Alarm für Cobra 11 – Die Autobahnpolizei (Fernsehserie, Folge Die Chefin)
- 2016: Dora Heldt – Wind aus West mit starken Böen
- 2017: Tatort: Wacht am Rhein
- 2017: Die Reste meines Lebens
- 2018: 25 km/h
- 2018: Einmal Sohn, immer Sohn
- 2018: SOKO Leipzig (Fernsehserie, Folge Der Sohn)
- 2018: Die Kanzlei (Fernsehserie, Folge Absturz)
- 2019: Praxis mit Meerblick – Unter Campern
- 2020: Verunsichert – Alles Gute für die Zukunft
- 2021: Die Füchsin: Romeo muss sterben
- 2021: Tatort: Videobeweis
- 2021: Tilo Neumann und das Universum (Fernsehserie, 8 Folgen)
- 2021: SOKO Köln (Fernsehserie, Folge Absacker)
- 2022: Blutige Anfänger (Fernsehserie, Folge Verzockt)
- 2022: Harter Brocken: Das Überlebenstraining
- 2023: Der Staatsanwalt (Fernsehserie, Folge Licht und Schatten)
- 2023: In aller Freundschaft (Fernsehserie, Folge Was ist das Glück?)

## Hörspiele
- 2015: Manche Frauen von Alice Munro – Regie: Jean-Claude Kuner
- 2016: Who the fuck is Kafka? von Lizzie Doron – Regie: Andrea Getto
- 2016: Der Allesforscher von Heinrich Steinfest – Regie: Leonhard Koppelmann
- 2017: Kreisliga von Gunda Wirschun – Regie: Michael Uhl
- 2020: Der stumme Tod von Volker Kutscher – Regie: Benjamin Quabeck[5]
- 2020: Jenseits der Zeit von Liu Cixin – Regie: Martin Zylka[6]
- 2021: Luftpiraten von Markus Orths – Regie: Petra Feldhoff
- 2022: Alles Licht, das wir nicht sehen von Anthony Doerr – Regie: Petra Feldhoff